# 千角形
千角形（せんかくけい、せんかっけい、chiliagon）は、多角形の一つで、1000本の辺と1000個の頂点を持つ図形である。内角の和は179640°、対角線の本数は498500本である。

## 正千角形
正千角形においては、中心角と外角は0.36°で、内角は179.64°となる。一辺の長さが a の正千角形の面積 S は
{\displaystyle S=250a^{2}\cot {\frac {\pi }{1000}}}

### 正千角形の作図
正千角形は定規とコンパスによる作図が不可能な図形である。
正千角形は折紙により作図が不可能な図形である。